# Rousseauxia tamatavensis
Rousseauxia tamatavensis là một loài thực vật có hoa trong họ Mua. Loài này được (H. Perrier) Jacq.-Fél. miêu tả khoa học đầu tiên năm 1973.